# Badra (Germania)
Badra è una frazione del comune tedesco di Kyffhäuserland.